# Darè
Darè – miejscowość i gmina we Włoszech, położona w dolinie Val Rendena, w regionie Trydent-Górna Adyga, w prowincji Trydent.
Według danych na rok 2004 gminę zamieszkiwały 203 osoby, 203 os./km².
1 stycznia 2016 gmina przestała istnieć.